# Axis: Bold as Love
Albums de The Jimi Hendrix Experience
Are You Experienced
(1967) Smash Hits
(1968)
Singles
Axis: Bold as Love est le deuxième album du groupe The Jimi Hendrix Experience, sorti le 1er décembre 1967.
Sorti le 1er décembre 1967, quelques mois à peine après Are You Experienced, Axis:Bold As Love témoigne de l'élan de créativité dont fait preuve Hendrix durant cette période. L'album est très attendu par la critique, qui se demande s'il saura confirmer tout son potentiel dans ce deuxième disque. Cet album permet à Hendrix de continuer son exploration musicale : on sent l'influence de nombreux styles, notamment le blues, la soul, le rhythm and blues ou le funk. On y trouve en particulier la ballade Little Wing ou encore If 6 Was 9, reprise dans la bande originale du film Easy Rider.
Malheureusement, la complexité des techniques utilisées en studio limitera les prestations de l'album en public, et seuls Little Wing et Spanish Castle Magic feront régulièrement partie des morceaux joués lors des concerts.

## Historique

### Contexte

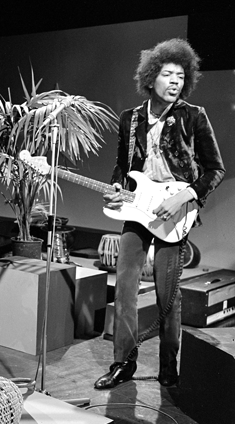
Jimi Hendrix en 1967.

Après trois singles singles prometteurs (Hey Joe, Purple Haze et The Wind Cries Mary), le premier album du groupe, Are You Experienced, sort le 12 mai 1967. Véritable pierre angulaire de la guitare électrique, il est considéré comme l'un des meilleurs disques de rock par la critique et constitue la base du répertoire de Jimi Hendrix.
Le 4 juin 1967, Hendrix interprète au Saville Theatre de Londres une version du morceau titre de Sgt. Pepper's Lonely Hearts Club Band, le nouvel album des Beatles publié seulement trois jours auparavant. Par la suite, Paul McCartney, présent au concert et impressionné par la performance, recommande les organisateurs du Monterey International Pop Festival d'inviter le Jimi Hendrix Experience,.
Alors qu'il est au sommet de sa popularité en Angleterre, le groupe est encore inconnu aux Etats-Unis. Mais cela va changer grâce au concert du 18 juin 1967 au festival de Monterey, moment marquant du "Summer of Love" et du mouvement hippie, qui, immortalisée par le film de D. A. Pennebaker, marque les esprits par la performance de Hendrix, ce qui apporte rapidement la notorité au groupe. Une image particulière reste dans les mémoires ; le moment où Jimi sacrifie sa Stratocaster en l'immolant par le feu avant de la fracasser sur le sol.
Par la suite, le groupe assure la première partie des Monkees lors de leur tournée américaine de l'été 1967, mais cela ne dure que six concerts, les jeunes fans des Monkees étant choqués par Hendrix.
Durant cette période, Hendrix est influencé par un livre de science-fiction de l'auteur canadien Manly Palmer Hall, qui décrit le concept de l'Axis (axe de rotation de la Terre qui, en changeant d'orientation, entraîne la chute des civilisations). Hendrix comparait cet axe à l'amour, le fait d'être amoureux changeant la vie du tout au tout. Il s'inspire de ce concept pour son nouvel album.

### Enregistrement
Sous la pression de sa maison de disque, qui veut un nouvel album pour Noël, Jimi Hendrix et ses deux comparses rejoignent les Studios Olympic dès mai 1967. Alors en pleine tournée anglaise où le groupe assure parfois deux concerts par soir, il passe ses nuits en studio. Pourtant personne n'a la moindre idée de ce que sera l'album. Hendrix s'installe alors derrière la console et attend l'inspiration en commençant à chercher de nouveaux sons et effets avec l'aide de l'ingénieur Roger Mayer (en) (inventeur entre autres de la pédale d'effet Octavia).
Il empiète ainsi de plus en plus sur le rôle de producteur dévolu à Chas Chandler et met au point le Sound Painting avec Eddie Kramer, où chaque émotion ou effet est décrit par une couleur (par exemple : la distorsion en rouge ; l'envie en vert ; la colère en violet, etc.). Hendrix enregistre toutes ses parties de guitare en stéréo, en utilisant deux amplis Marshall de 100 watts, et deviendra fou de l'effet phasing qu'il utilisera en abondance.
Kramer est patient avec Hendrix, qui exige souvent de nombreuses prises; cependant, en octobre 1967, Chandler s'est lassé du perfectionnisme du guitariste. Noel Redding est également frustré par les demandes répétées d'Hendrix pour refaire les prises et commence à en vouloir aux instructions explicites d'Hendrix concernant ce qu'il joue en studio. Hendrix et Mitchell ont commencé à exprimer leurs opinions concernant les choix créatifs donnés par Chandler lors de l'enregistrement de Are You Experienced. Mitchell a commenté: « Axis était la première fois qu'il devenait évident que Jimi travaillait plutôt bien derrière la table de mixage, en plus de jouer, et avait des idées positives sur la façon dont il voulait que les choses soient enregistrées. Cela aurait pu être le début de tout potentiel conflit entre lui et Chas dans le studio. »
L'enregistrement est bouclé en à peine 16 jours étalés sur trois mois, et la production de l'album n'excèdera pas les 10 000 £.
Les Rolling Stones, qui enregistrent leur album Their Satanic Majesties Request dans le studio voisin, viennent de temps en temps assister aux sessions d'Axis: Bold as Love.

#### Sessions de mai

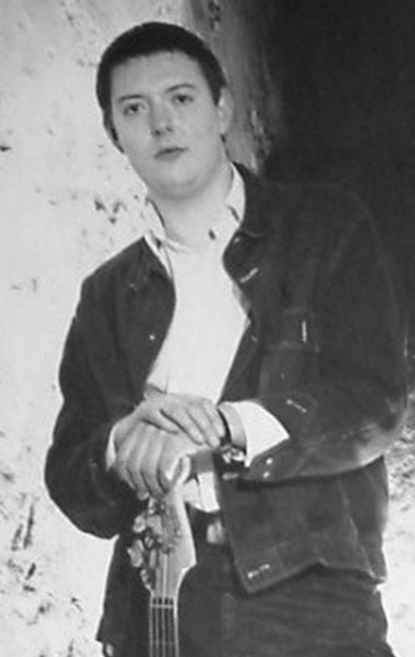
Chas Chandler (ici en 1964) est le producteur officiel de l'album.

Après l'achèvement de l'album Are You Experienced fin avril 1967, The Jimi Hendrix Experience a poursuivi son programme de sessions d'enregistrement régulières, retournant aux studios Olympic à Londres le 4 mai, pour commencer à composer du matériel pour l'album suivant. Avec Chas Chandler comme producteur, Eddie Kramer comme ingénieur du son et George Chkiantz comme deuxième ingénieur du son, le groupe a commencé la session en travaillant sur une composition de Noel Redding qu'il a écrit sur les hippies, intitulé She's So Fine. Il comporte des choeurs de Hendrix et Mitch Mitchell; Redding a rappelé plus tard que Hendrix était enthousiaste à l'idée d'enregistrer la chanson parce qu'elle était écrite en la avec un accord de sol ouvert qu'il aimait jouer. Ils réalisent un mastering de travail à la 23e prise, sur laquelle Redding a superposé sa voix principale,. Le groupe fait également des enregistrements initiaux de ce qui deviendra If 6 Was 9, en utilisant les titres provisoires de "Section A" et "Section B" pour identifier ses deux segments distincts. Lors d'une session le lendemain, Hendrix et Mitchell ont amélioré "Section B", désormais intitulée "Symphony of Experience", en réenregistrant la plupart de leurs parties de guitare et de batterie. Un mix de réduction préparé par Kramer a fait de la place pour des overdubs supplémentaires, y compris la voix principale de Hendrix, les chœurs et un effet de percussion créé par Chandler, Hendrix et les invités Graham Nash et Gary Leeds frappant du pied sur une estrade de batterie. Comme bizarrerie supplémentaire, Hendrix a joué de la flûte sur la piste, obtenant ce qu'ils considéraient comme un son satisfaisant malgré son manque total de formation pratique avec l'instrument,. Le morceau expérimental EXP a également été enregistré au cours de ces sessions. En l'espace de deux jours, le groupe a enregistré des pistes de base pour sept compositions, bien que seulement trois aient été incluses sur l'album.

« Je remplissais les quatre pistes de base avec une batterie stéréo sur deux des canaux, la basse sur le troisième et la guitare rythmique de Jimi sur le quatrième. À partir de là, Chandler et moi au mixage réduisions cela à deux pistes sur un autre enregistreur à quatre pistes, nous donnant deux pistes supplémentaires à mettre sur ce que nous voulions, ce qui généralement inclus la guitare et le chant de Jimi ainsi que des chœurs et des percussions supplémentaires. »

— Eddie Kramer
Le 9 mai, l'Experience s'est réunie à nouveau à Olympic avec Chandler, Kramer et Chkiantz. la curiosité de Hendrix est attiré par un clavecin qui est présent dans le Studio A du studio, alors ce jour-là, il s'est assis à l'instrument et a commencé à écrire Burning of the Midnight Lamp, une chanson qui est devenue le quatrième single britannique de l'Experience. Hendrix a tenté quatre prises avant de s'arrêter pour la journée, produisant une démo approximative d'environ une minute et demie. Le 10 mai (deux jours avant la sortie de l'album Are You Experienced), le groupe interprète son dernier single, The Wind Cries Mary sorti six jours plus tôt, dans l'émission de télévision de la BBC Top of the Pops. Le lendemain, les Beatles profitent de l'absence du groupe pour utiliser le studio à Olympic afin d'enregistrer la chanson Baby, You're a Rich Man, les studios bénéfiçiant un magnétophone à huit pistes (contre quatre piste aux studios EMI où les "Fab Four"" enregistrent habituellement).

#### Sessions de juin à juillet

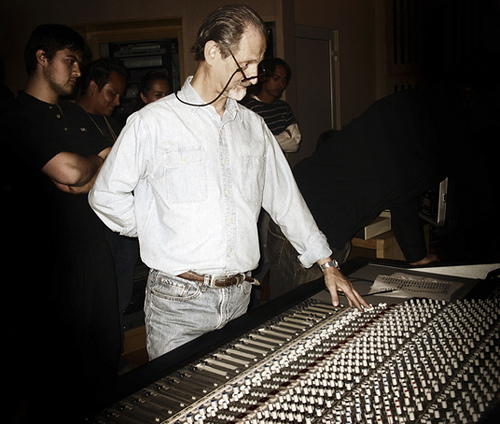
L'ingénieur du son en chef Eddie Kramer.

Après une pause d'un mois de studio le temps pour le groupe d'effectuer une tournée européenne, l'Experience revient à Olympic le 5 juin. Ils consacrent la session à une nouvelle chanson de Hendrix intitulée Cat Talking to Me, enregistrant 17 prises avant de décider que la seconde est la meilleure, à laquelle ils ajoutent des overdubs de guitare et de percussion après que Kramer ait préparé un mix de réduction. Non gardé pour l'album, il sera des décennies plus tard inclus sur l'album posthume West Coast Seattle Boy: The Jimi Hendrix Anthology (2010).
Le 18 juin 1967, l'Experience fait ses débuts aux États-Unis au Monterey Pop Festival. Immédiatement après le festival, Bill Graham les a réservés pour une série de cinq concerts au Fillmore à San Francisco. Pendant qu'ils sont en Californie, Chandler a réservé une session les 28, 29 et 30 juin aux Houston Studios à Los Angeles. Bien qu'ils travaillent sur Burning of the Midnight Lamp et une nouvelle composition de Hendrix, The Stars That Play with Laughing Sam's Dice, ils décident de ne pas aborder les autres compositions travaillées auparavant. Chandler a commenté: « J'ai réservé trois jours là-bas parce qu'on m'a dit que c'était un studio à la pointe de la technologie, mais c'était désastreux. L'endroit ressemblait à un studio de répétition par rapport à Olympic. Los Angeles était tellement en retard à cette époque ». Après une semaine de représentations à Los Angeles et à New York, du temps est réservé aux Mayfair Studios de Londres pour les 6 et 7 juillet.

#### Sessions d'octobre et incident au mixage
Fin octobre 1967, le groupe finalise l'album du 25 au 30 octobre. Durant ces sessions sont enregistrés de nouvelles chansons et les mixages et mastering sont effectués.
Néanmoins le lendemain (31 octobre), alors que l'enregistrement et le mixage viennent de se terminer, un évènement va presque retarder la date de sortie prévue de l'album : Hendrix se rend à une fête en emportant les bandes originales de l'album, mais oublie celles contenant les titres de la première face dans le taxi qui l'emmène à la fête et demeurent perdues à jamais,. À l'approche de la date limite, Hendrix, Chas Chandler et l'ingénieur Eddie Kramer remixent la majeure partie de la première face en une seule session d'une nuit, mais ne peuvent égaler la qualité du mixage perdu de If 6 Was 9. Le bassiste Noel Redding a un enregistrement sur bande de ce mix, qui a dû être lissé avec un fer à repasser car il s'était froissé. Pendant les couplets, Hendrix a doublé son chant avec une ligne de guitare qu'il a jouée une octave plus bas que sa voix. Hendrix a exprimé sa déception d'avoir remixé l'album si rapidement, et il a estimé que cela aurait pu être mieux s'ils avaient eu plus de temps.

### Parution et réception
Axis: Bold as Love est publié par Track Records au Royaume-Uni le 1er décembre 1967, où il culmine la cinquième place et a passé 16 semaines dans les classements,. Aux Etats-Unis, Reprise Record publie l'album le 15 janvier 1968 dans une version identique que la version britannique d'origine, tant pour le contenu que la pochette, contrairement à l'album précédent. Il atteint la troisième place au Billboard 200 aux États-Unis, et la 67e place lors de sa réédition en 2010. En France, Axis: Bold as Love publié par Barclay se vend à 323 562 exemplaires.
L'unique single, Up from the Skies, avec One Rainy Wish en face B, sorti dans certains pays comme les Etats-Unis, se classe le 30 mars 1968 à la 82e place du Hot 100.
L'album a également été bien accueilli par les critiques musicaux, qui ont loué son mélange de hard rock, de rhythm and blues et de jazz.
Dans sa critique de l'album pour le magazine Rolling Stone, Nick Jones l'a décrit comme "d'une beauté parfois bouleversante" et a encensé Spanish Castle Magic. Passant en revue Axis dans la même publication, Jim Miller l'a salué comme « le raffinement du bruit blanc dans le psychédélisme... le meilleur album vaudou qu'un groupe de rock ait produit à ce jour ». Le magazine Q a écrit dans une revue rétrospective que l'album « éblouit car l'Experience crée un genre probablement éphémère car personne d'autre ne pourrait le jouer ». Cub Koda d'AllMusic le considérait comme une démonstration de "l'accroissement et de la profondeur remarquables" des talents de Hendrix en tant qu'auteur-compositeur, utilisant le travail de guitare soul de Curtis Mayfield, « l'imagerie lyrique Dylanesque et les pédales d'effet de guitare hyperactives pour produire encore une autre facette de sa grande vision musicale psychédélique ». Selon l'auteur Peter Doggett, le disque "annonçait une nouvelle subtilité dans le travail d'Hendrix", tandis que Chris Jones de BBC Music a déclaré qu'il se distinguait de ses autres albums Hendrix en tant qu '« album de transition de maturité dans l'écriture de chansons... son apogée dans l'élaboration de la perfection pop rock ».
Les critiques ont également trouvé qu'Axis: Bold as Love était la moins mémorable des trois principaux albums de l'Experience. Selon Richie Unterberger, c'était le moins impressionnant de l'Experience, tandis que Kris Needs a qualifié le disque de "chef-d'œuvre de transition, mais souvent oublié". Passant en revue le catalogue de Hendrix en 2005 pour Blender, Robert Christgau a reconnu la production adéquate et la qualité de la guitare sur l'album, et a loué la fluidité de la batterie de Mitchell; il a cependant critiqué la «légèreté spatiale» de la musique et la courte durée de certains morceaux: «la moitié des chansons sont oubliables en tant que chansons si elles sont bonnes en tant qu'enregistrements».
En 2000, il est classé à la 147e place dans la liste de Colin Larkin All Time Top 1000 Albums. Rolling Stone a classé Axis: Bold as Love à la 92e place sur sa liste 2020 des 500 plus grands albums de tous les temps. Il est également classé à la première place sur leur liste des 40 plus grands albums de rock en 2013. Le magazine Guitarist a classé l'album à la septième place sur sa liste des "albums de guitare les plus influents de tous les temps". En 2015, Consequence of Sound a décrit l'album comme un "chef-d'œuvre psychédélique convaincant". L'album est également inclus dans le livre 1001 Albums You Must Hear Before You Die.
En 2006, il reçoit le Grammy Hall of Fame Award.
L'album entier, à part EXP, est présent dans le jeu vidéo Rock Band 2.

## Caractéristiques artistiques

### Analyse des chansons
Axis: Bold as Love s'ouvre sur EXP, qui intègre un effet larsen microphonique et harmonique. Il a également présenté un effet de panoramique stéréo expérimental dans lequel les sons émanant de la guitare de Hendrix se déplacent à travers l'image stéréo, tournant autour de l'auditeur. Le morceau reflétait son intérêt croissant pour la science-fiction et l'espace extra-atmosphérique. L'auteur Keith Shadwick a décrit le morceau comme "l'une des musiques les plus folles jamais publiées par Hendrix".
Les paroles de Spanish Castle Magic ont été inspirées par The Spanish Castle, une salle de danse qui se situait dans la future ville Des Moines, Washington près de Seattle où Hendrix a joué avec des groupes de rock locaux pendant ses années de lycée.
Wait Until Tomorrow est une chanson pop avec un riff de guitare R&B et Mitchell et Redding chantant des chœurs. Le cinquième morceau, Ain't No Telling, est une chanson rock à la structure complexe malgré sa courte durée.
Sur Little Wing, Hendrix joue pour la première fois de sa guitare via un haut-parleur Leslie (un haut-parleur rotatif qui crée un effet d'oscillation, généralement utilisé avec des orgues électriques). Hendrix a déclaré que Little Wing était son impression du Monterey Pop Festival sous la forme d'une fille. En 2004, Rolling Stone a classé Little Wing à la 357e place dans sa liste des 500 plus grandes chansons de tous les temps.
If 6 Was 9, la dernière chanson de la première face, est la piste la plus longue de l'album; certains des effets de percussion ont été créés par Gary Leeds (des Walker Brothers) et Graham Nash en tapant du pied. La chanson est utilisée pour la bande originale du film Easy Rider.
You Got Me Floatin', une chanson rock s'ouvrant sur un solo de guitare tourbillonnant à l'envers, ouvre la deuxième face de l'album. Roy Wood et Trevor Burton de The Move, qui ont tourné avec Hendrix lors d'un voyage organisé à travers la Grande-Bretagne pendant l'hiver 1967, ont contribué aux chœurs. Selon Wood, lui et Burton étaient dans le studio d'à côté pendant l'enregistrement de la chanson, et Redding en a profiter pour les inviter à venir chanter dessus.
Le morceau suivant, Castles Made of Sand, est une ballade qui comprend également un solo de guitare à l'envers. She's So Fine, la contribution de Redding à l'album en tant que compositeur, un morceau très britannique influencé par la pop / rock des Who, présente Redding au chant principal avec l'aide de Mitchell.
One Rainy Wish commence comme une valse ballade, mais développe une sensation rock pendant le refrain qui est dans une signature temporelle différente des couplets. La chanson Little Miss Lover a des éléments de funk qui préfigure les albums Band of Gypsys (1970) et First Rays of the New Rising Sun (1997, enregistré majoritairement en 1970).
L'album se termine sur Bold as Love. Hendrix a composé la chanson titre de l'album autour de deux couplets et de deux refrains, au cours desquels il associe des émotions à des personnages, en les comparant à des couleurs. Le final de la chanson présente le premier enregistrement de phasing stéréo. De nombreuses tentatives sur une piste rythmique de base ont été entreprises avant qu'une piste satisfaisante ne soit obtenue à la 27e prise. Shadwick a décrit la composition comme « probablement la pièce la plus ambitieuse d'Axis, les métaphores extravagantes des paroles suggérant une confiance croissante » dans l'écriture de Hendrix. Son jeu de guitare tout au long de la chanson est marqué par des arpèges d'accords et un mouvement de contrepoint, avec des accords partiellement sélectionnés par trémolo fournissant la base musicale du refrain, qui culmine dans ce que le musicologue Andy Aledort a décrit comme « simplement l'un des plus grands solos de guitare électrique jamais joués ». La chanson se termine avec un long solo de guitare composé de doubles temps morts de triple note cueillis au trémolo. En 2011, Guitar World a classé le morceau à la 24e place dans une liste des 100 plus grandes performances d'Hendrix.
Cet album permet à Hendrix de continuer son exploration musicale, à travers de nombreux styles, notamment le blues, la soul, le rhythm and blues ou le funk. Selon Colin Larkin, Axis est moins concentrée sur la guitare que le précédent album Are You Experience, et plus axée sur les "talents d'Hendrix en tant qu'auteur-compositeur". L'auteur Charles Shaar Murray a décrit Axis comme "plus léger, plus décontracté et plus mélodique" que son prédécesseur.

### Pochette et disque
L'illustration de l'album dépeint Hendrix et l'Experience comme diverses formes de Vishnu, incorporant une peinture d'eux par Roger Law, à partir d'un photo-portrait de Karl Ferris. Elle est imprimée sur le recto et le verso de la pochette dépliable, avec le haut de l'image (avec le titre et le groupe avec des bras multiples) en recto et le bas (représentant des femmes fidèles hindoues armées de sabre) au verso. Le journaliste de Melody Maker, Nick Jones, décrit l'œuvre d'art comme un "magnifique paquet dépliable" qui compense le "très mauvais visuel" de la pochette anglaise d'Are You Experienced. Comparant le design à la pochette du récent Sgt. Pepper's Lonely Hearts Club Band des Beatles, il ajoute qu'il montre Hendrix "avec beaucoup de chats et de dieux indiens à l'air bizarre, des sages et un gars avec une trompe d'éléphant pour un nez ou quelque chose du genre!"
Hendrix exprime sa consternation face au choix de la pochette. Il a déclaré que l'illustration aurait été plus appropriée si elle avait mis en évidence ses origines amérindiennes. L'image peinte de l'Expérience a ensuite été superposée sur une copie d'une affiche religieuse produite en série. Hendrix a commenté : "Nous trois n'avons rien à voir avec ce qui est sur la pochette d'Axis." Contrairement à l'album précédent, les éditions britannique et américaine présentaient le même visuel. Les hindous ont depuis exprimé leur colère face à l'appropriation de la divinité Vishnou pour la pochette et l'affiche de l'album. Le ministère de l'Intérieur du gouvernement malaisien, afin de protéger les sensibilités religieuses à la suite de plaintes, a interdit l'œuvre d'art à partir de juin 2014.

## Fiche technique

### Liste des chansons
Toutes les chansons sont écrites et composées par Jimi Hendrix, sauf mention contraire.
| 1. | EXP                  |  | 1:55 |
| 2. | Up from the Skies    |  | 2:55 |
| 3. | Spanish Castle Magic |  | 3:00 |
| 4. | Wait Until Tomorrow  |  | 3:00 |
| 5. | Ain't No Telling     |  | 1:46 |
| 6. | Little Wing          |  | 2:24 |
| 7. | If 6 Was 9           |  | 5:32 |

| 1. | You Got Me Floatin'  |              | 2:45 |
| 2. | Castles Made of Sand |              | 2:46 |
| 3. | She's So Fine        | Noel Redding | 2:37 |
| 4. | One Rainy Wish       |              | 3:40 |
| 5. | Little Miss Lover    |              | 2:20 |
| 6. | Bold as Love         |              | 4:09 |

### Musiciens

#### The Jimi Hendrix Experience
- Jimi Hendrix : guitare électrique, chant, voix de Paul Caruso sur EXP, piano sur Spanish Castle Magic, glockenspiel sur Little Wing, flûte sur If 6 Was 9 ;
- Noel Redding : basse (quatre et huit cordes), harmonies vocales, chant sur She's So Fine, bruits de pas sur If 6 Was 9 ;
- Mitch Mitchell : batterie, harmonies vocales, voix du présentateur sur EXP.

#### Musiciens additionnels
- Gary Leeds : bruits de pas sur If 6 Was 9
- Chas Chandler : bruits de pas sur If 6 Was 9
- Graham Nash : bruits de pas sur If 6 Was 9, harmonies vocales sur You've Got Me Floatin'[84]
- Trevor Burton : harmonies vocales sur You've Got Me Floatin'[84]
- Roy Wood : harmonies vocales sur You've Got Me Floatin'[84]

### Équipe de production
- Chas Chandler : producteur
- Eddie Kramer : ingénieur du son en chef
- George Chkiantz, Andy Johns et Terry Brown : ingénieurs du son
- David King, Roger Law : illustration de la jaquette (têtes peintes d'après un portrait de groupe de Karl Ferris)
- Donald Silverstein - photographie de l'intérieur de l'album (version britannique)

## Classements et certifications

### Classements album
| Classement (1967-1968)     | Durée du classement | Meilleure place |
| -------------------------- | ------------------- | --------------- |
| Allemagne (Album Top 100)  | 1 semaine           | 21              |
| États-Unis (Billboard 200) | 55 semaines         | 3               |
| France (SNEP)              | 87 semaines         | 1               |
| Norvège (VG-lista)         | 9 semaines          | 12              |
| Royaume-Uni (OCC)          | 16 semaines         | 5               |

### Classements singles
| Année | Single            | Chart                 | Durée du classement | Position |
| ----- | ----------------- | --------------------- | ------------------- | -------- |
| 1968  | Up from the Skies | États-Unis Hot 100    | 4 semaines          | 82       |
| 1968  | Up from the Skies | Belgique (W) Ultratop | 1 semaine           | 49       |
| 1968  | Up from the Skies | France Top 100        | 7 semaines          | 28       |

### Certifications
| Pays        | Ventes      | Certification | Date       |
| ----------- | ----------- | ------------- | ---------- |
| États-Unis  | 1 000 000 + | Platine       | 13/10/1986 |
| Royaume-Uni | 100 000 +   | Or            | 03/05/2019 |